# Kassandria, Halkidiki
Kassandria (greacă Κασσάνδρα) este un oraș în Grecia în prefectura Halkidiki.